# NGC 449

NGC 449

 NGC 449  هي مجرة حلزونية تقع في كوكبة الحوت. تم اكتشافها في 11 نوفمبر 1881 من قبل إدوارد ستيفان. وصفها درير بأنها «خافته جدا وصغيرة جدا ومستديرة ومتوسطة الإشراق وباهتة جدا».

## وصلات خارجية
- NGC 449 على موقع ويكي سكاي: DSS2, SDSS, GALEX, IRAS, Hydrogen α, X-Ray, Astrophoto, Sky Map, Articles and images